# گپ (پنسیلوانیا)
گپ (به انگلیسی: Gap) یک منطقهٔ مسکونی در ایالات متحده آمریکا است که در پنسیلوانیا واقع شده‌است. گپ ۱٬۹۳۱ نفر جمعیت دارد و ۱۶۶٫۱۲ متر بالاتر از سطح دریا واقع شده‌است.